# Zemianske Sady
Zemianske Sady este o comună slovacă, aflată în districtul Galanta din regiunea Trnava. Localitatea se află la altitudinea de 153 m deasupra n.m., se întinde pe o suprafață de 8,05 km2 și în 2017 număra 870 de locuitori.

## Istoric
Localitatea Zemianske Sady este atestată documentar din 1156.

## Demografie
| An:                | 1994 | 2004   | 2014   | 2024   |
| ------------------ | ---- | ------ | ------ | ------ |
| Număr de persoane: | 852  | 880    | 859    | 852    |
| Diferență:         |      | +3,28% | −2,38% | −0,81% |

| An:                | 2023 | 2024   |
| ------------------ | ---- | ------ |
| Număr de persoane: | 849  | 852    |
| Diferență:         |      | +0,35% |